# Röse
För andra betydelser, se Röse (olika betydelser).

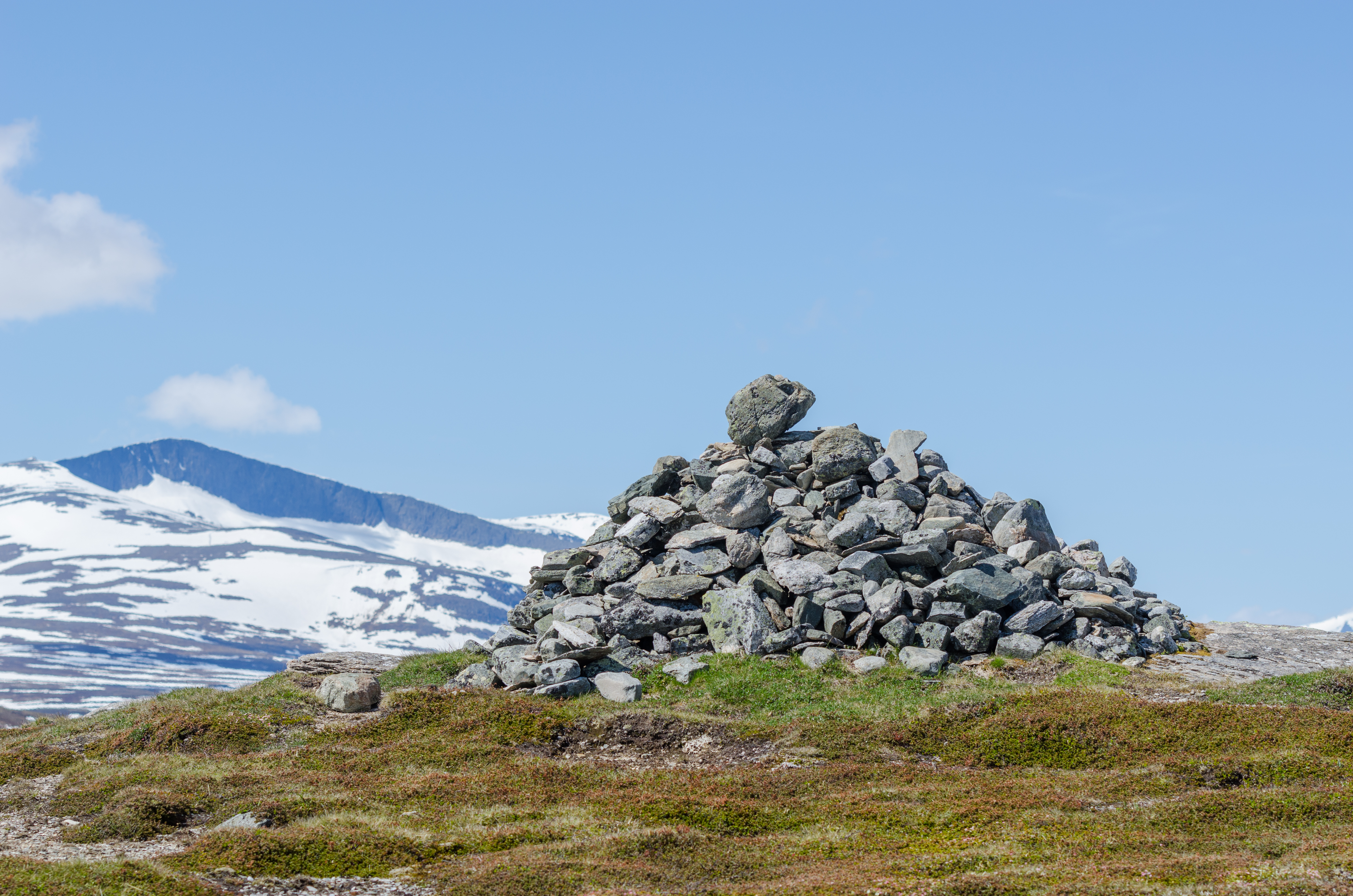
Toppröse på toppen av Torkilstöten med Helags i bakgrunden.

Röse, rös, äldre också rör, är en hög med stenar, stenröse, utan jordtäcke. Rösen är en lämningstyp som finns över hela världen. I Sverige och på många andra håll skiljer man mellan:
- gravrösen
- röjningsrösen och
- gränsrösen

Gravrösen har anlagts i syfte att vara de dödas vilorum och monument. Röjningsrösen (eller odlingsröse) har uppkommit då man har röjt mark, i regel för odling men ibland även för annan verksamhet. 
En särskild form av rösen, gränsrösen, är sådana som används som råmärken vid utmärkning av gränser mellan stater, härad, socknar, fastigheter och så vidare. Vad gäller fastigheter talar man enligt en gammal lagformulering om att de ligger inom rå och rör, d.v.s inom en rågång upphuggen i skogen och markerad med rösen där den byter riktning.
Rösen kan också markera en väg eller vandringsleds sträckning, särskilt på mark där leden är svår att skilja från den övriga terrängen. En gammal sedvänja bjuder att den som använder leden även lägger stenar på dess rösen så att dessa inte utplånas. Leder som märkts ut på detta sätt finns exempelvis på Mount Snowdon i Wales.  
Rösen avsedda som märken, såsom dito sjömärken och gravrösen, kallas ibland för kummel, vilket ursprungligen betyder märke (fornnordiska: kuml, ᚴᚢᛘᛚ, runsvenska: kumbl, fornsvenska: kumbel). För den tidigare, se kummel (sjömärke).

## Rösen världen runt
Rösen har rest av många olika anledningar över hela världen, nedan presenteras nedslag från några platser.

### Asien

#### Rösen iMongoliet

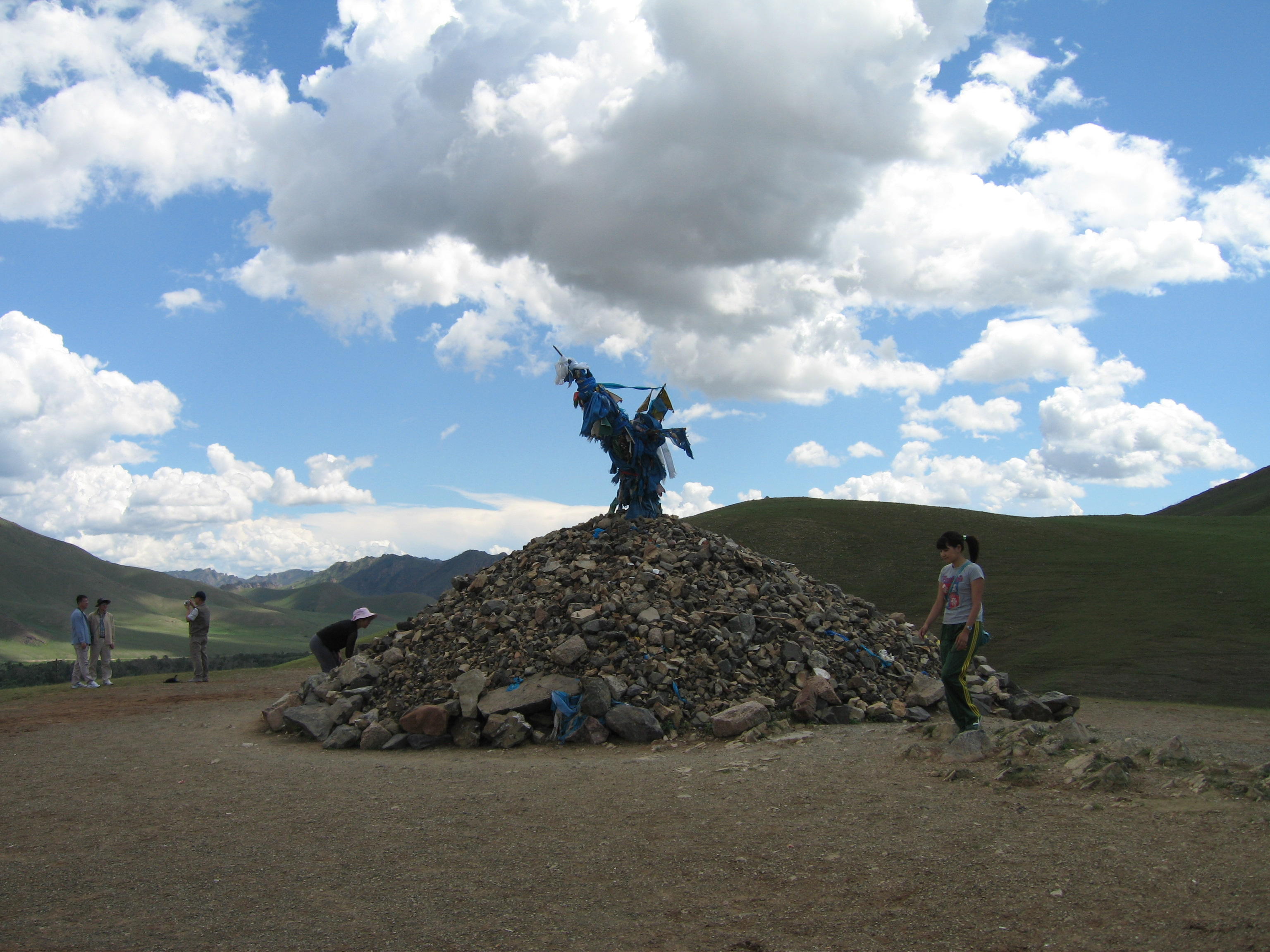
En mongolisk Oboo.

Det mongoliska ordet ovoo (овоо) betyder "hög" och är en typ av schamanistiskt röse. Ovooer påträffas ofta på högt belägna platser, som bergstoppar, eller vid gränser och korsvägar. De används både som landmärken (Mongoliet har få vägar och vägskyltar) och som religiösa platser för tillbedjan av himlen och bergen, liksom i buddhistiska ceremonier.

### Europa

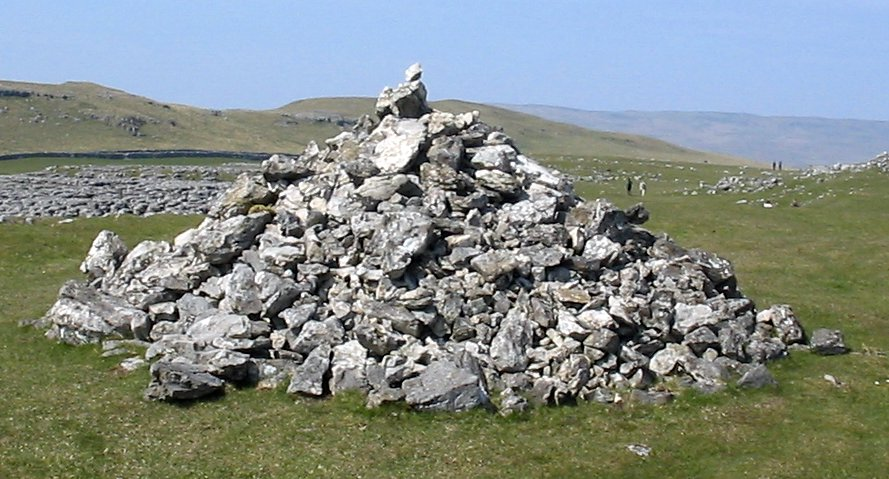
Ett röse norr om Gordale Scar, Malham, England.

#### Rösen påIrlandoch iSkottland
Duan Eireanach är en mycket gammal irländsk dikt som beskriver byggnationen av ett familjeröse (det engelska ordet Cairn, som betyder röse, är ett gaeliskt lånord). Även Senchus Mor, en irländsk lagsamling, föreskriver böter om ett röse inte byggs över hövdingen (a fine of three three-year-old heifers for "not erecting the tomb of thy chief").
På Irland hölls stammarnas möten vid rösen och invigningen av en ny hövding hölls vid ett röse som rests över någon av dennes företrädare. Under medeltiden användes ofta rösena som gränsmärken även om de förmodligen inte rests i det syftet. 
I ett dekret från kung Alexander II av Skottland (1221), där han ger Burgyn till munkarna i Kinloss, beskrivs gränsen som går "från det stora eken i Malevin fram till Rune Pictorum (vilket beskrivs som  "röset vid Pecht's fieldis").
På det skotska höglandet restes små rösen, även i senare tid, på platser där högt uppsatta personers kista ställts att vila på vägen till kyrkogården. Minnesrösen reses faktiskt än idag, som till exempel röset som rests för prinsgemålen vid slottet Balmoral.

#### Rösen i Sverige

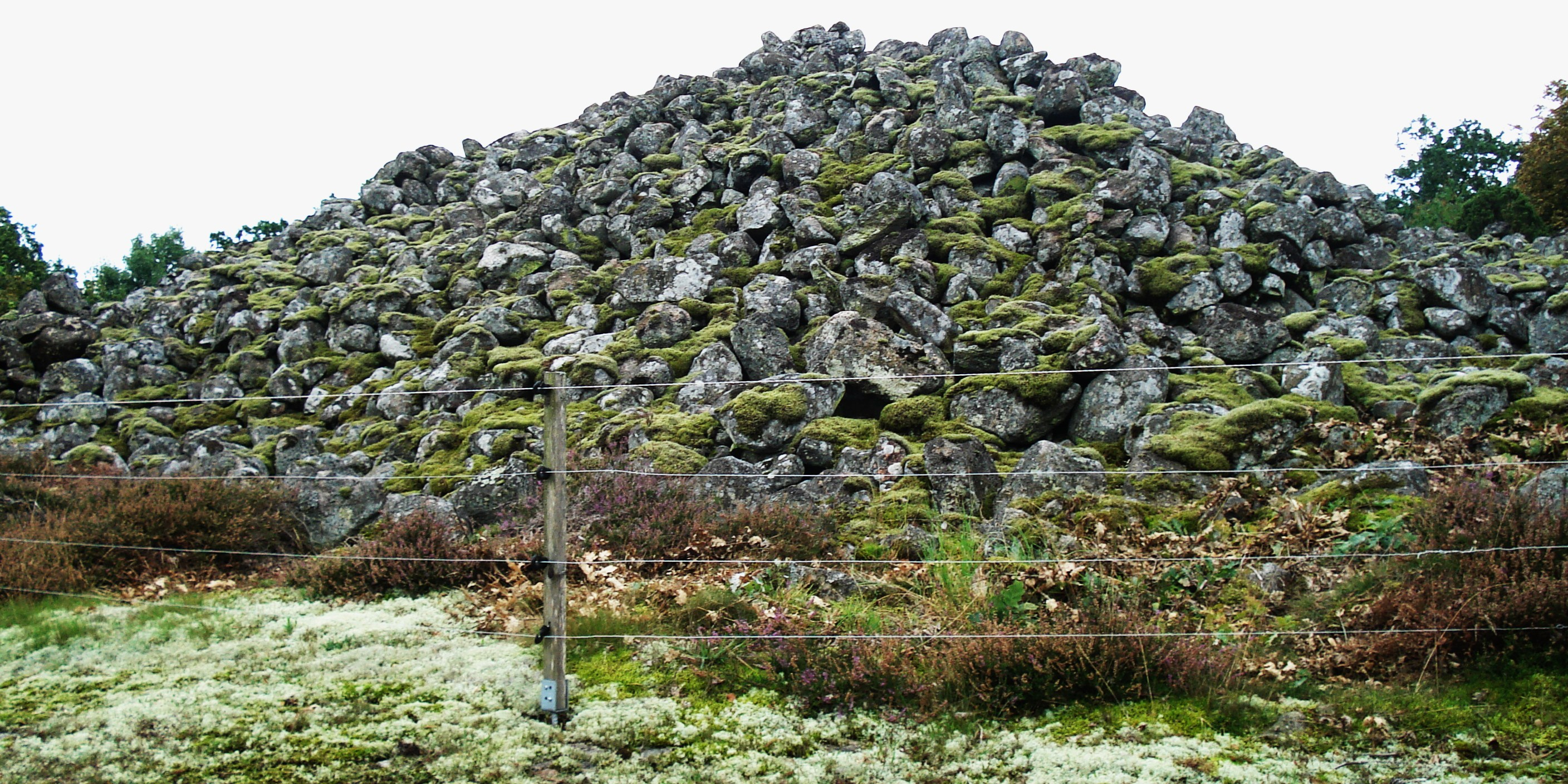
Röse vid Målaberget, strax öster om Ronneby.

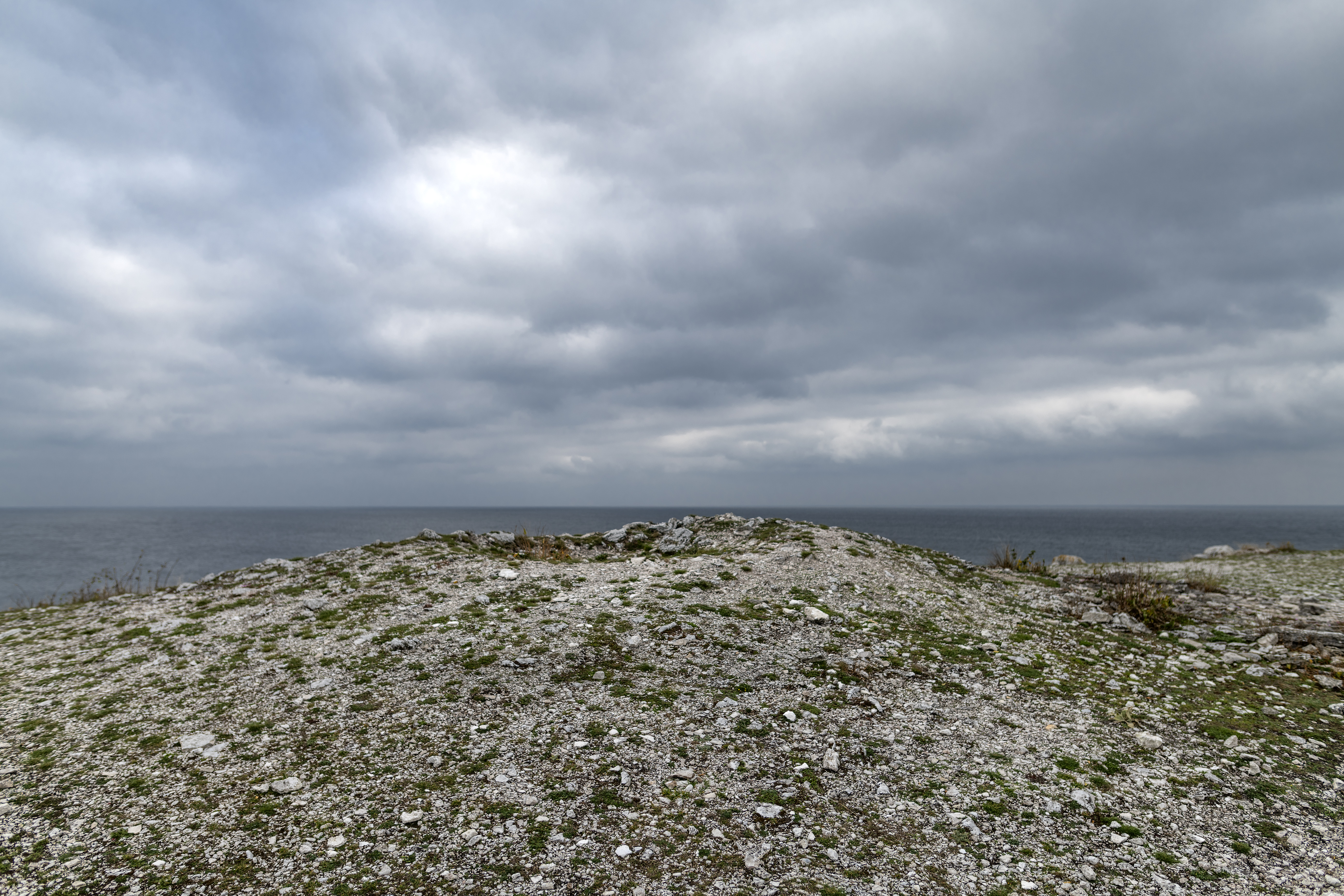
Röse vid Langhammars, Fårö

Ett äldre svenskt namn för röse är rör (rojr på Gotland) och förekommer i många namn på gravrösen i Sverige. Röjningsrösen benämns även hackerör i södra Sverige, vilket dokumenterades av Carl von Linné 1749. Namnet kom av hackartiden, en avlägsen tid när jorden brukades genom hackning. Det finns gränsrösen i Sverige vid framför allt norska gränsen men även vid finska gränsen. Dessa rösen benämns riksrösen och mest känt är treriksröset. 
Gravrösen i Sverige är i regel välvda och runda till formen. De flesta av Sveriges gravrösen anses ha tillkommit under bronsåldern.  Uggarde rojr på Gotland och Bredarör vid Kivik i Skåne är ovanligt praktfulla exempel på dessa bronsåldersrösen. Rösen kan förväxlas med stensättningar som dock är platta.